# Yuto Nagatomo
Yuto Nagatomo (født 12. september 1986) er en japansk professionel fodboldspiller, som spiller for den italienske Serie A-klub Inter. Han er forsvarsspiller, og er også en del af det japanske fodboldlandshold. Nagatomo har spillet for flere forskellige klubber i sin karriere, herunder A.C. Cesena, FC Tokyo, Meiji University og Higashi Fukuoka High School.
Han var en del af Japans trup ved VM i 2010, VM i 2014 og VM i 2018.